# Corcovado ruber
Corcovado ruber là một loài bọ cánh cứng trong họ Cerambycidae.